# Марк Жикел
Марк Жикел (фр. Marc Gicquel; рођен 30. марта 1977) бивши је професионални тенисер из Француске.

## Каријера
Професионалну каријеру започео је 1999.
На Отвореном првенству Лиона дошао је до финала, у којем га је побиједио сународник Ришар Гаске. Ово му је донијело пласман међу првих 50 на АТП листи. Касније се пласирао међу првих 40, након што је 30. априла 2007. дошао до полуфинала Отвореног првенства Казабланке. У септембру 2008. достигао је свој најбољи пласман у каријери, 37. позицију на АТП листи.
На Отвореном првенству Лиона 2007. побиједио је Томија Робреда у првом колу, а Алехандра Фаљу у полуфиналу, што му је био други пласман на финале тог турнира. Међутим, побједу му је поново ускратио сународник, и то овога пута Себастијан Грожан.
Један од Жикелових најпознатијих мечева био је против њемачког тенисера Николе Кифера на Отвореном првенству Француске 2006. Кифер је повео у прва два сета са 6:0 6:1, али га је Жикел стигао у наредна два са 7:5 6:3. Након неколико спашених меч лопти, њемачки тенисер га је поразио у посљедњем сету с 11:9.

## АТП финала

### Појединачно: 3 (0–3)
| Легенда                     |
| --------------------------- |
| Гренд слем турнири (0–0)    |
| Завршни турнир сезоне (0–0) |
| АТП Мастерс 1000 (0–0)      |
| АТП 500 (0–0)               |
| АТП 250 (0–3)               |

| Финала по подлози |
| ----------------- |
| Тврда (0–0)       |
| Шљака (0–0)       |
| Трава (0–1)       |
| Тепих (0–2)       |

| Исход | Број | Датум         | Турнир                 | Подлога   | Противник         | Резултат    |
| ----- | ---- | ------------- | ---------------------- | --------- | ----------------- | ----------- |
| Пораз | 1.   | 23. 10. 2006. | Лион, Француска        | Тепих (д) | Ришар Гаске       | 3:6, 1:6    |
| Пораз | 2.   | 22. 10. 2007. | Лион, Француска        | Тепих (д) | Себастијан Грожан | 6:7(5), 4:6 |
| Пораз | 3.   | 15. 6. 2008.  | Хертогенбос, Холандија | Трава     | Давид Ферер       | 4:6, 2:6    |

### Парови: 7 (4–3)
| Легенда                     |
| --------------------------- |
| Гренд слем турнири (0–0)    |
| Завршни турнир сезоне (0–0) |
| АТП Мастерс 1000 (0–0)      |
| АТП 500 (0–0)               |
| АТП 250 (4–3)               |

| Финала по подлози |
| ----------------- |
| Тврда (4–2)       |
| Шљака (0–1)       |
| Трава (0–0)       |
| Тепих (0–0)       |

| Исход   | Број | Датум         | Турнир               | Подлога   | Партнер          | Противници                      | Резултат       |
| ------- | ---- | ------------- | -------------------- | --------- | ---------------- | ------------------------------- | -------------- |
| Пораз   | 1.   | 9. 7. 2007.   | Гштад, Швајцарска    | Шљака     | Флоран Сера      | Франтишек Чермак Павел Визнер   | 5:7, 7:5, 7:10 |
| Пораз   | 2.   | 31. 12. 2007. | Ченај, Индија        | Тврда     | Маркос Багдатис  | Санчај Ративатана               | 4:6, 5:7       |
| Побједа | 1.   | 10. 8. 2008.  | Вашингтон, САД       | Тврда     | Роберт Линдстедт | Бруно Соарес Кевин Алијет       | 7:6(6), 6:3    |
| Побједа | 2.   | 5. 1. 2009.   | Бризбејн, Аустралија | Тврда     | Жо-Вилфрид Цонга | Фернандо Вердаско Миша Зверев   | 6:4, 6:3       |
| Побједа | 3.   | 10. 1. 2010.  | Бризбејн, Аустралија | Тврда     | Жереми Шарди     | Лукаш Длоухи Леандер Паес       | 6:3, 7:6(5)    |
| Побједа | 4.   | 10. 2. 2013.  | Монпеље, Француска   | Тврда (д) | Микаел Љодра     | Јохан Брунстрем Равен Класен    | 6:3, 3:6, 11:9 |
| Пораз   | 3.   | 9. 2. 2014.   | Монпеље, Француска   | Тврда (д) | Никола Маи       | Николај Давиденко Денис Истомин | 4:6, 6:1, 7:10 |

## Титуле учеленџеримаифјучерсима

### Појединачно: 24 (15–9)
| Легенда (појединачно) |
| --------------------- |
| Чаленџери (8–2)       |
| Фјучерси (7–7)        |

| Исход   | Број | Датум         | Турнир                    | Подлога   | Противник         | Резултат         |
| ------- | ---- | ------------- | ------------------------- | --------- | ----------------- | ---------------- |
| Пораз   | 1.   | 21. 5. 2001.  | Рабат, Мароко             | Шљака     | Мехди Тахири      | 3:6, 6:3, 6:7(3) |
| Пораз   | 2.   | 10. 9. 2001.  | Бањер де Бигор, Француска | Тврда     | Никола Маи        | 3:6, 2:6         |
| Пораз   | 3.   | 21. 1. 2002.  | Фешрол, Француска         | Шљака (д) | Оскар Хернандез   | 4:6, 6:2, 4:6    |
| Побједа | 1.   | 1. 4. 2002.   | Сен Бријек, Француска     | Шљака     | Оливје Патјенс    | 6:4, 7:6(5)      |
| Побједа | 2.   | 21. 10. 2002. | Ла Рош сир Јон, Француска | Тврда (д) | Никола Маи        | 6:4, 5:7, 6:2    |
| Побједа | 3.   | 27. 1. 2003.  | Фешрол, Француска         | Тврда (д) | Џу Бенћанг        | 6:2, 6:4         |
| Пораз   | 4.   | 13. 10. 2003. | Сен Дизје, Француска      | Тврда (д) | Тома Дипре        | 7:5, 6:7(2), 4:6 |
| Пораз   | 5.   | 19. 1. 2004.  | Довил, Француска          | Шљака (д) | Жан Кристоф Форел | 5:7, 6:2, 6:7(5) |
| Побједа | 4.   | 26. 1. 2004.  | Фешрол, Француска         | Тврда (д) | Жилијен Жанпјер   | 3:6, 6:2, 7:6(4) |
| Побједа | 5.   | 2. 2. 2004.   | Бресир, Француска         | Тврда (д) | Жером Анел        | 3:6, 6:3, 6:2    |
| Пораз   | 6.   | 5. 4. 2004.   | Анже, Француска           | Шљака (д) | Никола Девилдер   | 6:2, 3:6, 4:6    |
| Пораз   | 7.   | 12. 4. 2004.  | Грас, Француска           | Шљака     | Жил Симон         | 4:6, 1:6         |
| Побједа | 6.   | 21. 8. 2004.  | Темишвар, Румунија        | Шљака     | Оливер Марах      | 6:3, 6:1         |
| Побједа | 7.   | 11. 7. 2005.  | Сен Жерве, Француска      | Шљака     | Гзавје Одуи       | 6:3, 6:1         |
| Побједа | 8.   | 26. 9. 2005.  | Гренобл, Француска        | Тврда     | Томас Енквист     | 6:0, 6:2         |
| Побједа | 9.   | 27. 3. 2006.  | Сен Бријек, Француска     | Шљака     | Петер Веселс      | 6:3, 6:1         |
| Пораз   | 8.   | 4. 7. 2006.   | Монтобан, Француска       | Шљака     | Ламин Уахаб       | 5:7, 6:3, 6:7(2) |
| Побједа | 10.  | 18. 2. 2008.  | Безансон, Француска       | Тврда (д) | Александер Пеја   | 7:6(2), 6:4      |
| Побједа | 11.  | 11. 5. 2009.  | Бордо, Француска          | Шљака     | Матје Монкур      | 3:6, 6:1, 6:4    |
| Побједа | 12.  | 17. 10. 2010. | Рен, Француска            | Тврда     | Штефан Боли       | 7:6(6), 4:6, 6:1 |
| Побједа | 13.  | 13. 3. 2011.  | Лил, Француска            | Тврда     | Жонатан Есерик    | 6:3, 6:2         |
| Побједа | 14.  | 15. 5. 2011.  | Бордо, Француска          | Шљака     | Орасио Зебаљос    | 6:2, 6:4         |
| Побједа | 15.  | 4. 11. 2012.  | Женева, Швајцарска        | Шљака     | Матијас Бахингер  | 3:6, 6:3, 6:4    |
| Пораз   | 9.   | 17. 2. 2013.  | Кемпер, Француска         | Тврда     | Маријуш Копил     | 6:7(9), 4:6      |

### Парови: 10 (5–5)
| Легенда         |
| --------------- |
| Чаленџери (2–2) |
| Фјучерси (3–3)  |

| Исход   | Број | Датум         | Турнир                    | Подлога   | Партнер           | Противници                               | Резултат       |
| ------- | ---- | ------------- | ------------------------- | --------- | ----------------- | ---------------------------------------- | -------------- |
| Пораз   | 1.   | 2. 4. 2001.   | Сен Бријек, Француска     | Шљака     | Режис Лаверн      | Кристијан Кордас Рохир Васен             | 4:6, 6:7(8)    |
| Пораз   | 2.   | 18. 6. 2001.  | Ноази ле Гран, Француска  | Шљака     | Антони Моблан     | Гзавје Пижо Мехди Тахири                 | 4:6, 3:6       |
| Побједа | 1.   | 27. 1. 2003.  | Фешрол, Француска         | Тврда (д) | Никола Маи        | Матје Амгверд Жос Гофи                   | 7:5, 6:4       |
| Побједа | 2.   | 20. 10. 2003. | Ла Рош сир Јон, Француска | Тврда (д) | Жан Батист Перлан | Лоран Рекудер Едуар Роже Васлен          | 6:2, 6:0       |
| Побједа | 3.   | 19. 1. 2004.  | Довил, Француска          | Шљака (д) | Жан Батист Перлан | Елефтериос Алексио Александрос Јакуповиц | 6:1, 1:6, 6:3  |
| Пораз   | 3.   | 8. 3. 2004.   | Лил, Француска            | Тврда (д) | Едуар Роже Васлен | Жан Франсоа Башло Жан Мишел Пекери       | 6:7(4), 3:6    |
| Побједа | 4.   | 18. 7. 2005.  | Тампере, Финска           | Шљака     | Едуар Роже Васлен | Адам Хадај Филип Урбан                   | 6:4, 4:6, 6:1  |
| Пораз   | 4.   | 4. 7. 2006.   | Монтобан, Француска       | Шљака     | Едуар Роже Васлен | Пабло Куевас Адријан Гарсија             | 3:6, 6:4, 8:10 |
| Пораз   | 5.   | 10. 7. 2006.  | Схевенинген, Холандија    | Шљака     | Едуар Роже Васлен | Гиљермо Гарсија-Лопез Салвадор Наваро    | 4:6, 6:0, 9:11 |
| Побједа | 5.   | 6. 2. 2011.   | Курмајор, Италија         | Тврда (д) | Никола Маи        | Оливје Шароан Александер Ренар           | 6:3, 6:4       |

## Занимљивости
На Отвореном првенству Халеа 2007. њемачки тенисер Бенјамин Бекер сервирао је брзином од 208 km/h и погодио Жикела у гениталије. Жикел је на крају побиједио Бекера, али је цијелу ноћ провео повраћајући и у тешким боловима због отеклина, па је наредни меч морао да преда финском тенисеру Јарку Нијеминену.

## Резултати појединачно
| #К | КБ | Н |

| Турнир                        | 2004. | 2005. | 2006. | 2007. | 2008. | 2009. | 2010. | 2011. | 2012. | 2013. | Осв/Игр | Поб–пор |
| ----------------------------- | ----- | ----- | ----- | ----- | ----- | ----- | ----- | ----- | ----- | ----- | ------- | ------- |
| Отворено првенство Аустралије | Н     | Н     | Н     | 2К    | 3К    | 1К    | 2К    | КВ    | Н     | КВ    | 0 / 4   | 4–4     |
| Ролан Гарос                   | 1К    | Н     | 2К    | 1К    | 2К    | 3К    | 1К    | 1К    | КВ    | 1К    | 0 / 8   | 4–8     |
| Вимблдон                      | Н     | Н     | Н     | 1К    | 3К    | 2К    | 1К    | 1К    | Н     | 1К    | 0 / 6   | 3–6     |
| Отворено првенство САД        | Н     | Н     | 4К    | 1К    | 1К    | 2К    | 1К    | 1К    | Н     |       | 0 / 6   | 4–6     |